# 루미너스 (노래)
〈루미너스〉(ルミナス 루미나스[*])는 ClariS의 6번째 싱글. 2012년 10월 10일 SME Records에서 발매되었다.

## 수록곡

### 통상반·초회한정판
1. 루미너스 [4:08]
작사·작곡: 와타나베 쇼, 편곡: 유아사 아츠
애니플렉스배급 영화 극장판 마법소녀 마도카☆마기카 [전편]시작의 이야기의 주제가
2. Friends [3:49]
작사·작곡·편곡: 角野寿和
3. blossom [4:04]
작사·작곡·편곡: # 루미너스 -instrumental-

DVD（초회한정판만）
1. ルミナス（Music Clip）

### 아니메반 (마도카☆마기카반/기간한정반)
1. ルミナス
2. Friends
3. blossom
4. ルミナス -movie MIX- [1:42]
5. コネクト -Orchestra ver.-（short EDIT） [1:37]